# أيشيو كانيوشي
أيشيو كانيوشي (باليابانية: 一条兼良؛ بالكانا: いちじょう かねよし) هو كاتب ياباني، ولد في 7 يونيو 1402 في كيوتو في اليابان، وتوفي بنفس المكان في 30 أبريل 1481.